# Paloș, Brașov
Paloș, mai demult Palăș (în dialectul săsesc Kenengderf, în germană Königsdorf, în traducere "Sat crâiesc", în maghiară Pálos) este un sat în comuna Cața din județul Brașov, Transilvania, România.
Istoria Paloșului în date și evenimente
Sec. II - X  Satul dacului Clae Gurie (viitorul sat Paloș) evoluează  ca obște sătească daco-romană (românească), liberă și creștină.
Satul a supraviețuit invaziilor barbare ale goților și hunilor. Procesul evolutiv are loc în perimetrul care cuprinde vatra satului Paloș de azi-pădurea Lențea – Gherghelău – Teiș - Dealul Cimitirului; în sec. X populația obștei nu depășea 100 de suflete.                                                                                                                                                          
Sec. XI - XIV  În acest interval satul adoptă denumirea de “Paloș”, după ce este implicat, în cadrul unor uniuni de obști, în luptele cu alte valuri migratoare (cumani, pecenegi, tătari); Evenimentul cu impact major în epocă, inclusiv asupra satului Paloș, este Invazia tătarilor (1240-1350). În sec.XIII apare, pentru prima oară în SE Transilvaniei, sabia cu două tăișuri numită de români „paloș” de la care se trage denumirea satului. Tot în sec.XIII sunt atestate documentar comunitățile vecine săsești, Kața (Katzendorf) la 1299 și Drăușeni (Draosz) la 1224, aflate pe atunci în relație de colaborare cu  plugarii români mai numeroși din Paloș (conform statisticilor și calculelor făcute de mine Paloșul avea, în sec.XI-XIII, o populație de circa 200-250 locuitori) care i-au ajutat, cu siguranță (sașii erau prea puțini ca să poată construi singuri astfel de cetăți) pe sași să ridice cele două biserici fortificate (pe atunci catolice) luptând alături de ei împotriva invadatorilor tătari.
În sec.XI-XII românii de pe Valea Oltului, inclusiv pălășenii, se aliază cu triburile slave (acceptate și asimilate treptat de români) împotriva noilor invadatori, maghiarii. Dar, în fața unui pericol mongol mai mare, maghiarii renunță temporar la cucerirea estului Transilvaniei, îi instalează pe secui și pe sași în zona de graniță și împreună cu țăranii români (inclusiv din Paloș) opun rezistență tătarilor.
Conform documentelor de arhivă sașii și-au construit cetățile cu ajutorul românilor majoritari din vecinătate, fapt ce demonstrează existența satului Paloș (în sec.XIII) locuit de români harnici și pricepuți care i-au ajutat pe sași să-și ridice cele două biserici fortificate (azi monumente istorice).
Sec. XIV - XVI / 1300-1350   Satul Paloș este ocupat de    maghiari (cel mai probabil de secui), transformat în feudă iar țăranii români pălășeni, declarați eretici, devin iobagi pe propriul lor pământ. Începe, la Paloș, lupta pentru supraviețuire și pentru libertate națională și socială, care va dura peste 500 de ani.
1520  Prima atestare documentară a Paloșului  într-un document aflat în arhivele de la Budapesta, Ungaria (Cronica Zichy  XII 396 ).  Paloșul era numit în Evul Mediu: Konigsdorf de către sași și Pallos sau Vila Regis (“satul craiului” în latină) de către unguri.
1571 Prima mențiune despre nesupunerea și răzvrătirea plugarilor din Paloș împotriva stăpânilor maghiari și/sau secui. Aceste revolte erau frecvente la Paloș din moment ce stăpânul feudei Paloșului (un nobil secui) se plângea Principelui Transilvaniei (semn că nu mai putea să-i supună singur pe românii din Paloș).
Sec. XVII-XVIII / 1600-1780  Comuna Paloș este arondată, administrativ, la marele Comitat Alba; Parohia Paloș (una din cele mai mari din Ardeal) este arondată Protopopiatului Mucundorf (Grânari). Paloșul, demografic și economic, era printre primele 20 de comune din Ardeal. 1600-1700  Comunitatea Paloșului își întărește rezistența psihică antimaghiară bazată pe puternica credința creștin-ortodoxă. Pășunile întinse de pe dealurile înalte ale Paloșului îi determină pe stăpânii secui să le dea dreptul pălășenilor să crească animale mari, mai ales boi și vaci. Unii primesc și cai pentru cărăușie. Jelerii (țărani liberi fără pământ) lucrează, în schimbul simbriei și terenurile sașilor din satele vecine. Populația Paloșului ajunge la 500-600 locuitori  la sfârșitul sec.XVII, pe fondul creșterii numărului de jeleri (țărani liberi fără pământ) care lucrau și pentru sași. Crește astfel și exploatarea țăranilor: cei care primeau boi erau obligați să presteze mai multe zile de clacă pe an. 1700-1800  Țăranii din Paloș primesc, de la noua stăpânire habsburgică dreptul de a lua pământ în folosință (numit sesie) din a cărui recoltă cedau 10%(dijma) stăpânului feudal. În același timp lucrau și zilele de clacă cu boii și palmele pe pământul grofului secui. Pentru plata impozitelor către stat țăranii erau obligații să muncească în plus pentru bani. În acest fel exploatarea țăranilor din Paloș se intensifică, căci pe lângă clacă, dijmă și daruri de sărbători pentru nobilul feudal, pălășenii erau obligați să plătească și impozitul individual pe teren și casă, încasat de perceptorii fiscali austrieci. Anii 1745 și 1762 Paloșul devine unul din cele mai puternice centre de rezistență împotriva prozelitismului calvin, catolic și greco-catolic, fiind menționat în arhive, alături de încă zece sate din Ardeal, ca centru ortodox puternic (atât prin numărul creștinilor ortodocși/circa 800 de suflete/ cât și prin forța credinței lor). 1762-1766 Populația Paloșului aproape se dublează față de sec. XVII, ajungând, conform statisticilor austriece la 850-900 suflete. Anul 1769 Perimetrul și suprafața intravilanului comunei Paloș ajunge aproape la mărimea celor de azi, ca urmare a sistematizării impuse de habsburgi, după modelul săsesc.  A se vedea Harta Iossefină. Pe hartă mai observăm: extravilanul și intravilanul erau aceleași cu cele de azi;românii din Paloș aveau  biserică din lemn acum 250 de ani,  trecută pe hartă de topografii austrieci. Anii 1780-1785  Comuna Paloș este arondată Comitatului Alba se Sus în perioada 1780-1784, 1790-1847 și 1860-1870. Pentru o scurtă perioadă,1784-1790, Paloșul a făcut parte din Comitatul Făgăraș. În toamna anului 1784 Paloșul devine centrul revoltelor țărănești din zona Olt-Târnava Mare, provocate de starea revoluționară din Transilvania indusă de Răscoala lui Horea, Cloșca și Crișan. Un grup de peste 30 preoți parohi ortodocși se adună la Paloș în secret (mobilizați de preoții Simion și Gheaja din Paloș) pentru a organiza revolta țăranilor în sprijinul Răscoalei lui Horea.Preoții adunați la Paloș hotărăsc înființarea unui protopopiat cu reședința în această puternică comună creștină. Este ales protopop părintele Simion (1784-1790/92) iar după decesul acestuia, părintele Ioan Gheaja, adoptat ca fiu al Paloșului (1780-1834). Paloșul devine, timp de aproape 100 de ani, un centru ecleziastic puternic al Ardealului, cu protopopi, fii ai satului, din familia Gheaja, având sub ascultare timp de peste 50 de ani un număr de peste 60 de parohii și filiale dintr-un areal cuprins între râurile Olt, Târnava Mare și Hârtibaciu. 1785-1800  Paloșul este desemnat (după alegerea protopopului), cu acordul Episcopiei Ortodoxe de la Sibiu, centrul Protopopiatului Vărmăghiei Bălgradului de Sus (Comitatului Albei de Sus). Odată cu reînființarea, după 1790, Comitatului (Vărmăghiei) Bălgradului (Albei) de Sus, marea majoritate a comunităților românești, cuprinse în acest comitat (peste 60), sunt arondate, ca parohii (sau filiale), acestui protopopiat cu reședința la Paloș.
| 1800 - 1847 | Paloșul, ca unul din centrele ecleziastice ortodoxe puternice din Transilvania, cu 60 de comune și sate aflate sub ascultarea protopopilor Gheaja (fii ai satului Paloș), a crescut demografic, ajungând la 900-1000 de suflete (în care intra și administrația maghiară cu familiile, circa 100 de persoane). Tot în acești ani Paloșul devine și unul din centrele administrative ale Transilvaniei, fiind menționat în documente ca centru de Plasă și după unele surse chiar reședință, pentru câțiva ani la începutul sec.XIX, a Comitatului Albei de Sus | Timp de peste 50 de ani (1790-1848) s-au aflat sub jurisdicția Protopopiatului Albei de Sus, cu sediul în Paloș, 60 de comune, sate sau cătune, locuite de circa 20.000 de țărani români creștin-ortodocși și 65 de preoți. Vezi cap.IV. |
| 1848-1850   | Comuna Paloș a fost una din primele comune din Ardeal care i-a fugărit din sat pe baronul secui Apor Lazăr împreună cu nemeșii, funcționarii din administrația plășii Konigsdorf, argații și slugile lor, după abolirea iobăgiei din vara anului 1848. De asemenea, românii din Paloș i- au dezarmat și i-au alungat pe jandarmii unguri dislocați în comună, în toamna anului 1848. Vezi cap.II Paloșul a fost satul care a dat cei mai mulți luptători (lăncieri) voluntari (proporțional cu numărul locuitorilor) – peste 100 – în tabăra (Tribunatul) din cetatea Cohalmului (Rupea) a Legiunii Făgărașului creată la ordinal lui Avram Iancu – comandantul suprem al legiunilor militare românești din Transilvania în perioada octombrie 1848 – iunie 1849. Vezi cap.II Paloșul a dat, în timpul războiului civil din anii 1848/49, și cele mai multe jertfe umane (peste 30) dintre toate satele din Protopopiatul Albei de Sus. Vezi cap.II | Plugarii din Paloș i-au alungat (în lunile august-septembrie 1848) pe foștii stăpâni de pe pământul strămoșesc, după întoarcerea delegației care a reprezentat satul la adunarea de la Blaj din 15 mai 1848. În septembrie/octombrie 1848, după formarea legiunilor românești, pălășenii i-au dezarmat și alungat și pe ultimii jandarmi maghiari dislocați în comună (care era centru de plasă) Tinerii feciori din centuria Paloșului au luat parte la luptele crâncene purtate (în vremea războiului civil declanșat de koshutiștii revoluționari) împotriva rebelilor secui din Odorhei și Ciuc pe Valea Oltului, în perioada octombrie 1848-ianuarie 1849. Au luptat cu atâta sete (la Căpeni mai ales), încât au băgat spaima în dușmani pentru mult timp. Situîndu-se, între satele Comitatului Albei de Sus, în fruntea luptei pentru libertate națională și socială, Paloșul a fost și ținta predilectă a răzbunării rebelilor secui, având cel mai mult de suferit în perioada februarie/aprilie 1849 (victime omenești și distrugeri materiale). |
| 1850-1852   | Obștea Paloșului, în frunte cu liderii ei (Comuna Paloș era condusă, în anii 1849-1852, de un jude, ajutat de un consiliu format din mai mulți jurați toți români), a luptat pentru menținerea statutului de comună în cadrul Comitatului Alba | A existat pericolul trecerii Paloșului în subordonarea Scaunului Cohalm. Vezi cap.II |
| 1858-1860   | Paloșul continuă să fie centrul Protopopiatului Vărmăghiei Bălgradului de Sus (deși comitatul cu același nume fusese desființat). | Comitatul Albei de Sus fiind desființat în anii 1848-1860, protopopul Nicolae Gheaja începe să introducă atât în corespondența cu Mitropolia cât și cu parohiile subordonate denumirea de “Protopopiat (Tract) al Paloșului” în paralel cu vechea denumire |
| 1860-1870   | În corespondențele cu Mitropolia și cele 25 de parohii subordonate se folosesc în continuare, în paralel, cele două denumiri, sus menționate, pentru protopopiatul din Paloș | Reînființarea, în anul 1860, Comitatului Albei de Sus, cu dimensiuni mai reduse, determină menținerea denumirii de “Tract al Albei de Sus” pe lângă aceea de “Protopopiat al Paloșului”. |
| 1870-1881   | După anul 1870, în toate documentele bisericești, comuna Paloș apare ca centru al „Protopresbiteratului Paloșiului”, având sub ascultare 25 parohii ortodoxe. Vezi cap.IV Paloșul a fost timp de aproape 100 de ani centru de protopopiat (protopresbiterat) – eparhie ortodoxă care a îndeplinit și funcția de “inspectorat școlar” și “instituție matrimonială” pentru cele 60 (25) de parohii românești arondate.Vezi cap.IV și V. | O consecință a reformelor administrative maghiare care au urmat înființării imperiului austro-ungar a fost și schimbarea denumirii eparhiilor ortodoxe locale din “protopopiate” în “protopresbiterate”. Protopopul din Paloș avea în subordine și toate școlile confesionale ortodoxe care funcționau în cadrul parohiilor arondate. După noua reformă administrativă din 1870 comuna Paloș este arondată Comitatului Târnava Mare |
| 1853-1903   | Plugarii din Paloș își recuperează, prin răscumpărare, pământul (intravilan și extravilan) moștenit de la strămoși în urmă cu 500 de ani, lichidând, în anul 1903, împrumutul contractat în bancă cu acest scop. Românii din Paloș, cu mari sacrificii, au reușit să plătească la scadență, timp de 50 de ani, ratele și dobânda anuale stabilite de o bancă din Budapesta. Vezi cap.III | După 1860 se daclanșează migrația românilor din Paloș spre Occident, peste ocean, nevoiți, pe fondul sărăciei generate de politica maghiară, să mucească în condiții grele, la mii de kilometric de casă, pentru plata datoriilor, impozitelor dar și pentru investiții în gospodăria individuală |
| 1880-1902   | Plugarii creștini din Paloș reușesc să facă, prin eforturi supraomenești, noi investiții necesare salvării și propășirii satului: - În anii 1880-1886, sub îndrumarea preotului Teofil Gheaja, au ridicat cel mai important edificiu din sat, azi monument istoric, Biserica ortodoxă cu hramul Sf.cuv. Paraschiva (“Sfții Petru și Pavel”, din 1910 și până azi); Biserica s-a construit cu ajutoare bănești primite de la Mitropolia Transilvaniei și de la cancelaria împăratului Frantz Iosef și prin contribuția fiecărei familii de plugari români din Paloș. - În perioada 1899-1901, sub îndrumarea pr.paroh Patrichiu Pintea, pălășenii au reparat și consolidat biserica (costul lucrării fiind suportat prin repartiția cheltuielilor pe fiecare familie de credincioși) salvând-o de la prăbușire; - Între anii 1901-1902 ridică din temelii noua clădire a școlii confesionale pentru cei peste 120 de copii de vârstă școlară; clădirea este construită prin contribuția fiecărei familii din Paloș și cu ajutor de la Mitropolia Transilvaniei, un rol determinant revenind pr.paroh Patrichiu Pintea.Începând cu anii 1870/1880, plugarii din Paloș vor începe să plătească și salariul unor învățători străini; până atunci era un singur învățător (pe lângă preot), fiu al satului, pregătit prin grija protopopilor Gheaja. Toate aceste cheltuieli mari, necesar a fi făcute într-un timp relativ scurt (1880-1902), au determinat o nouă creștere a migrației tinerilor bărbați în America. Migrația a crescut și pe fondul intensificării acțiunilor naționalist-șovine maghiare cu scopul asimilării forțate a populației majoritare românești. | Plugarii creștini din Paloș reușesc să facă, prin eforturi supraomenești, noi investiții necesare salvării și propășirii satului: - În anii 1880-1886, sub îndrumarea preotului Teofil Gheaja, au ridicat cel mai important edificiu din sat, azi monument istoric, Biserica ortodoxă cu hramul Sf.cuv. Paraschiva (“Sfții Petru și Pavel”, din 1910 și până azi); Biserica s-a construit cu ajutoare bănești primite de la Mitropolia Transilvaniei și de la cancelaria împăratului Frantz Iosef și prin contribuția fiecărei familii de plugari români din Paloș. - În perioada 1899-1901, sub îndrumarea pr.paroh Patrichiu Pintea, pălășenii au reparat și consolidat biserica (costul lucrării fiind suportat prin repartiția cheltuielilor pe fiecare familie de credincioși) salvând-o de la prăbușire; - Între anii 1901-1902 ridică din temelii noua clădire a școlii confesionale pentru cei peste 120 de copii de vârstă școlară; clădirea este construită prin contribuția fiecărei familii din Paloș și cu ajutor de la Mitropolia Transilvaniei, un rol determinant revenind pr.paroh Patrichiu Pintea.Începând cu anii 1870/1880, plugarii din Paloș vor începe să plătească și salariul unor învățători străini; până atunci era un singur învățător (pe lângă preot), fiu al satului, pregătit prin grija protopopilor Gheaja. Toate aceste cheltuieli mari, necesar a fi făcute într-un timp relativ scurt (1880-1902), au determinat o nouă creștere a migrației tinerilor bărbați în America. Migrația a crescut și pe fondul intensificării acțiunilor naționalist-șovine maghiare cu scopul asimilării forțate a populației majoritare românești. |

| Sec.XX | 1900-1910 | Comunitatea românilor din Paloș dovedește un moral și o solidaritate deosebite în lupta cu administrația ungară, reușind să salveze, de la maghiarizare, școala confesională ortodoxă din sat | A fost o mare victorie a pălășenilor (hărțuiți permanent de unguri timp de 10 ani) sub conducerea înțeleaptă a pr.paroh Patrichiu Pintea, până în anul 1905 și a parohului Emil Gheaja după 1905. Vezi cap.V |

| 1916-1918 1918 | Peste 100 de feciori din Paloș sunt mobilizați forțat, în 1914, de către armata austro-ungară și trimiși să lupte pentru o cauză străină pe câmpurile de luptă din Galiția, Polonia, Italia și Franța. Paloșul a fost bine reprezentat la Marea Adunare de la Alba Iulia de un grup de trei tineri care au votat unirea Ardealului cu Patria mamă România. | O treime din acești tineri, morți sau dispăruți, nu s-au mai întorc acasă ori s-au întors grav răniți, invalizi de război. Vezi cap.II După reforma administrativă, începând cu anul 1920 comuna Paloș este arondată județului Târnava Mare cu reședința la Sighișoara iar școala confesională se transformă în școală primară de stat. Vezi cap.II |
| 1918-1947      | Putem numi această perioadă istorică “Epoca de aur a satului Paloș” Populația s-a stratificat ca urmare a creșterii veniturilor unor plugari care au reușit să obțină câștiguri mai mari după migrația în America. Erau gospodării cu 10-20 ha de pământ, care creșteau și 10 bovine, 2-4 cai, fiind dotate cu unelte mecanizate, căruțe și chiar cu batoze – vezi cap.III. După anii 1936/37 populația Paloșului a sărit binișor peste 1200 de suflete În timpul și după criza economică (1929-1933) pălășenii au început iar să migreze, mult mai aproape și pentru scurt timp. Viața spirituală s-a îmbogățit considerabil în perioada (1924-1928) când Gheorghe Cernea a fost învățător-director (vezi cap.V), dar și în anii următori până la al Doilea Război Mondial. Era o atmosferă plină de har și veselie. Se muncea cu râvnă și pricepere de dimineața până seara, iar duminicile, dimineața mergeau cu toții la biserică și se încărcau de energie divină ascultând vocea dumnezeiască a părintelui Emil Gheaja, iar după masă se relaxau la căminul cultural, participând la joc la teatru, ori în șezători. Iarna, satul răsuna de colindele tinerilor sau copiilor.Vezi la cap.IV | În acești aproape 30 de ani, populația Paloșului s-a stabilizat prin încetarea migrației externe. Economia a înregistrat un progres constant determinând o creștere generală a nivelului de trai (cei mai “săraci” aveau cel puțin 5 ha în proprietate și 1-2 vaci, pe lângă animalele mici de curte). Toți acești țărani mai înstăriți au contribuit într-o măsură mai mare la propășirea satului. Migrau (până la 200 pe an), dar în București și alte orașe mari (unde ajungeau ușor cu trenul care oprea acum în halta Paloș), pentru a-și rotunji veniturile și a putea investi în dezvoltarea gospodăriilor. Tineretul, dar și mulți pălășeni de vârsta a II-a și a III-a, au fost tot mai implicați în organizarea și desfășurarea de spectacole, producțiuni teatrale, jocuri sportive, șezători. Dispăruseră aproape în totalitate bețiile, scandalurile, deși erau 4 prăvălii cu birturi în sat. N-au existat furturi sau alte infracțiuni. Și vitele veneau singure acasă seara , de la ciurdă, intrând în curte prin porțile lăsate deschise. Desigur nu lipseau frumoasele nunți tradiționale și înmormântările care te zguduiau cu bocetele boreselor de pe dealul Cimitirului vezi la cap.IV |
| 1948-2000      | Putem numi această perioadă “Epoca neagră a decăderii Paloșului” Odată cu venirea comunismului peste noi, adus de barbarii bolșevici de la răsărit, plugarii din Paloș au fost deposedați treptat de pământul strămoșesc, de animale și de atelaje și unelte, fiind transformați în simpli muncitori agricoli, plătiți la zi muncă. Zeci de tineri s-au stabilit în orașe (în București, Brașov, Sighișoara). Satul s-a depopulat treptat și a îmbătrânit ajungând la o populație comparabilă cu cea din Evul Mediu – vezi graficul de la Anexa 5. | Consecințele au fost dramatice: randamentul în muncă s-a micșorat treptat datorită scăderii motivației; șeptelul s-a diminuat în timp, animalele nemaifiind îngrijite cu pasiune ca înainte (îngrijitorii erau străini, în special țigani, care nu iubeau animalul cum îl iubea plugarul pălășan pe vremuri); tinerii au început să migreze definitiv la oraș, în fabrici și uzine unde erau plătiți mai bine pentru o muncă mai ușoară. |

| Sec.XXI | 2000-2020 | După anul 2000 populația Paloșului s- a stabilizat la un nivel de circa 100 locuitori. Datorită strădaniilor actualului primar Gheorghe Vocilă, care, beneficiind de mai multe mandate, reușește să facă câteva investiții importante, sprijinit și de unii fermieri, ca Nicolae Maftei, există speranța unei renașteri a satului într-o perspectivă modernă (prin atragerea tineretului de calitate care, din 2009, manifestă intenția migrației inverse:de la oraș la sat) fără a neglija tradițiile bogate ale obștei din Paloș și valorile cultural/turistice dimprejurul acesteia. | Cocomitent cu dispariția fizică a bătrânilor satului, un număr de pensionari și câțiva tineri au revenit ori s-au stabilit în Paloș. Menționez aici: asfaltarea drumului Cața-Paloș, introducerea alimentării cu apă și cadastrarea gratuită a extravilanului fostei commune Paloș În epilogul acestei lucrări voi face și câteva sugestii și propuneri cu privire la valorificarea potențialului cultural/turistic al fostei comune Paloș |

## Imagini

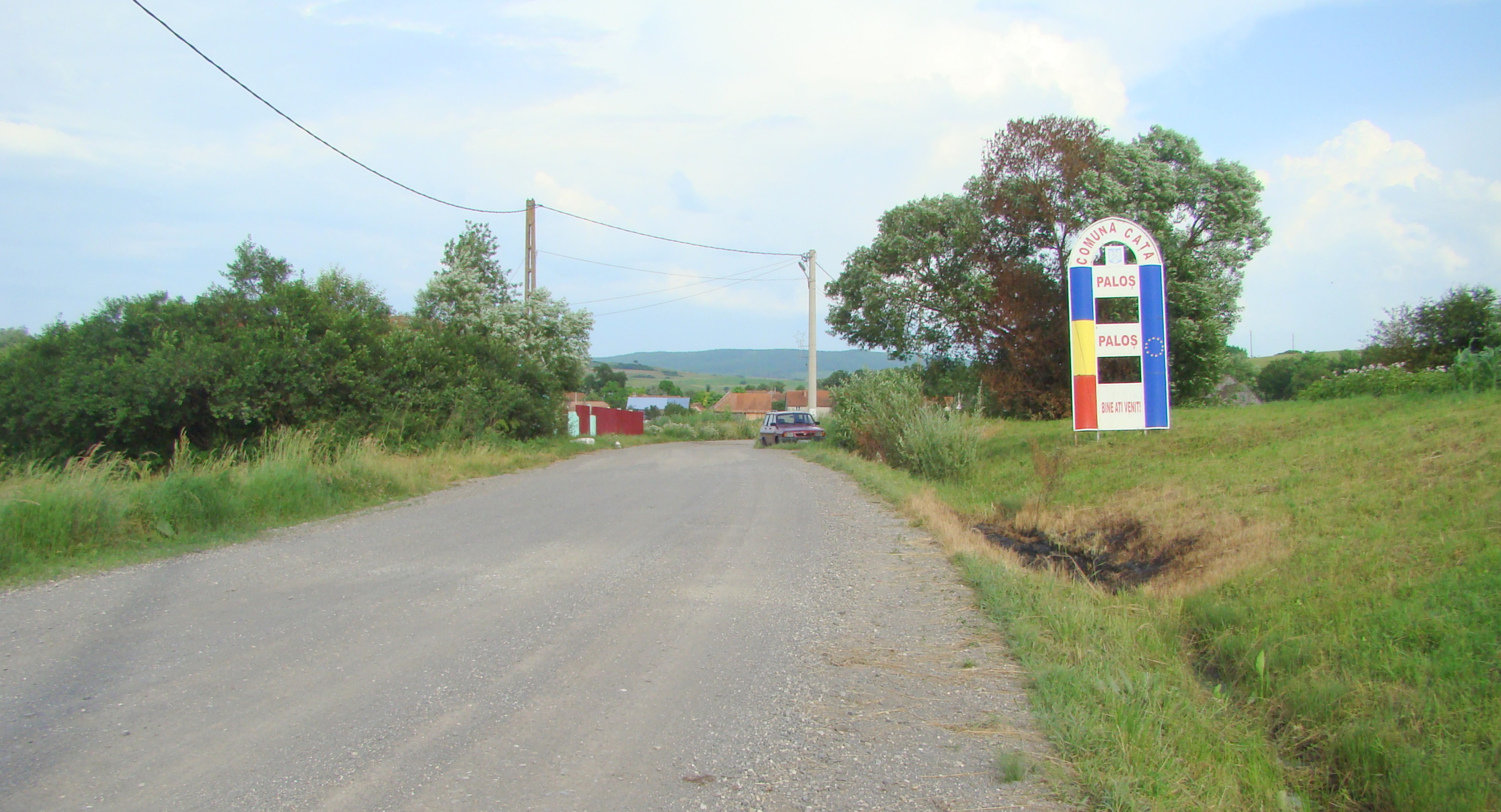
Intrarea în localitate
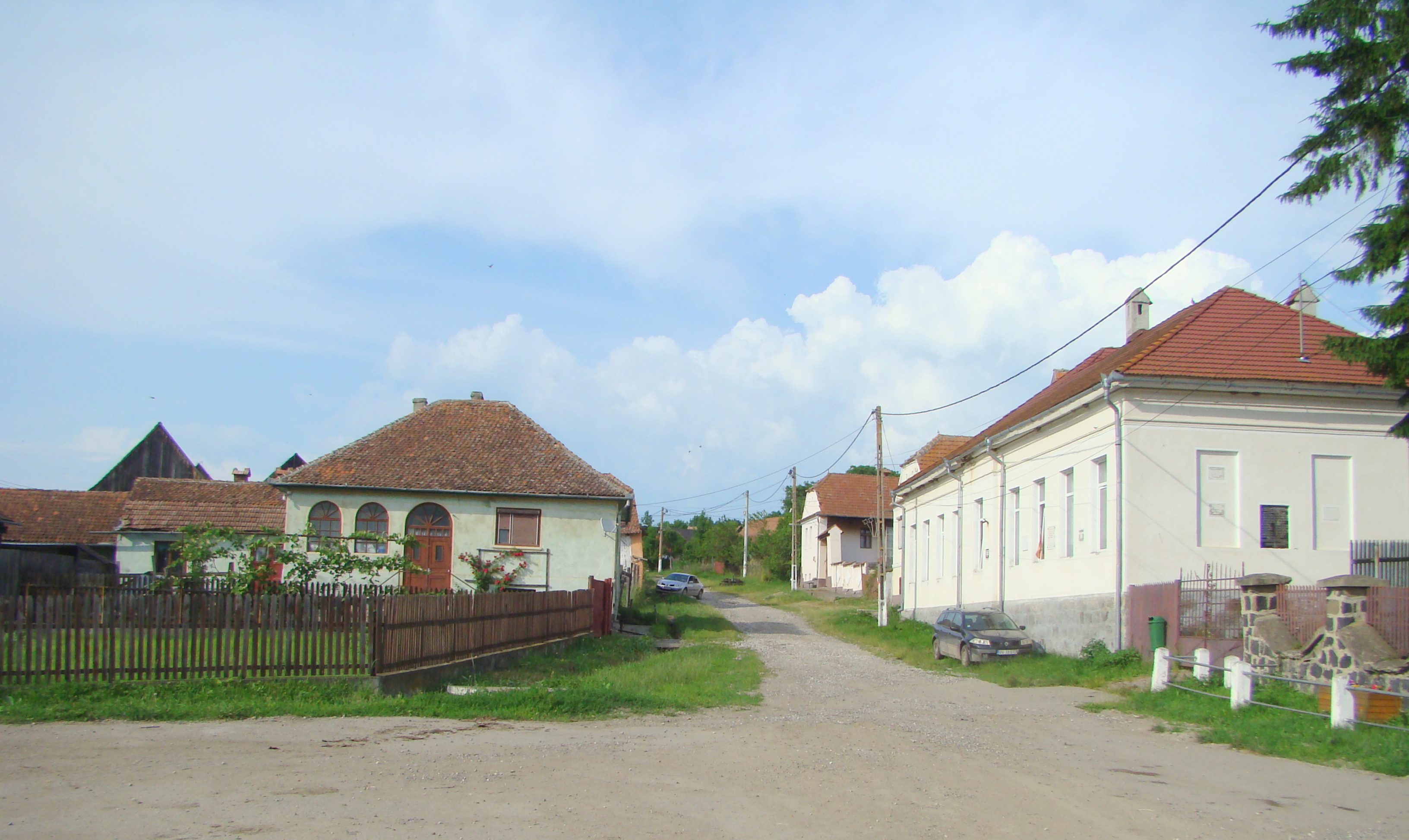
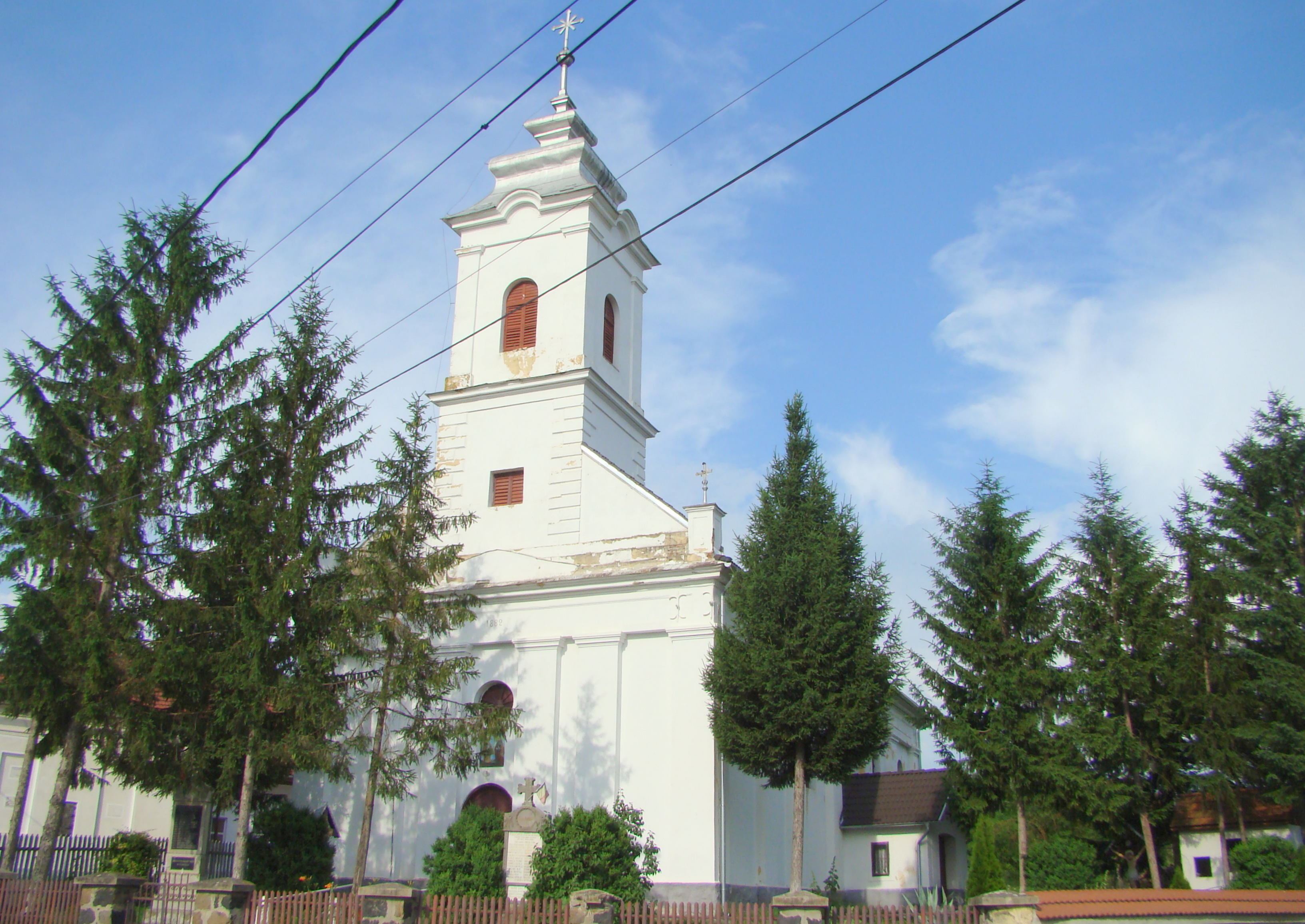
Biserica ortodoxă „Sfinții Apostoli Petru și Pavel”
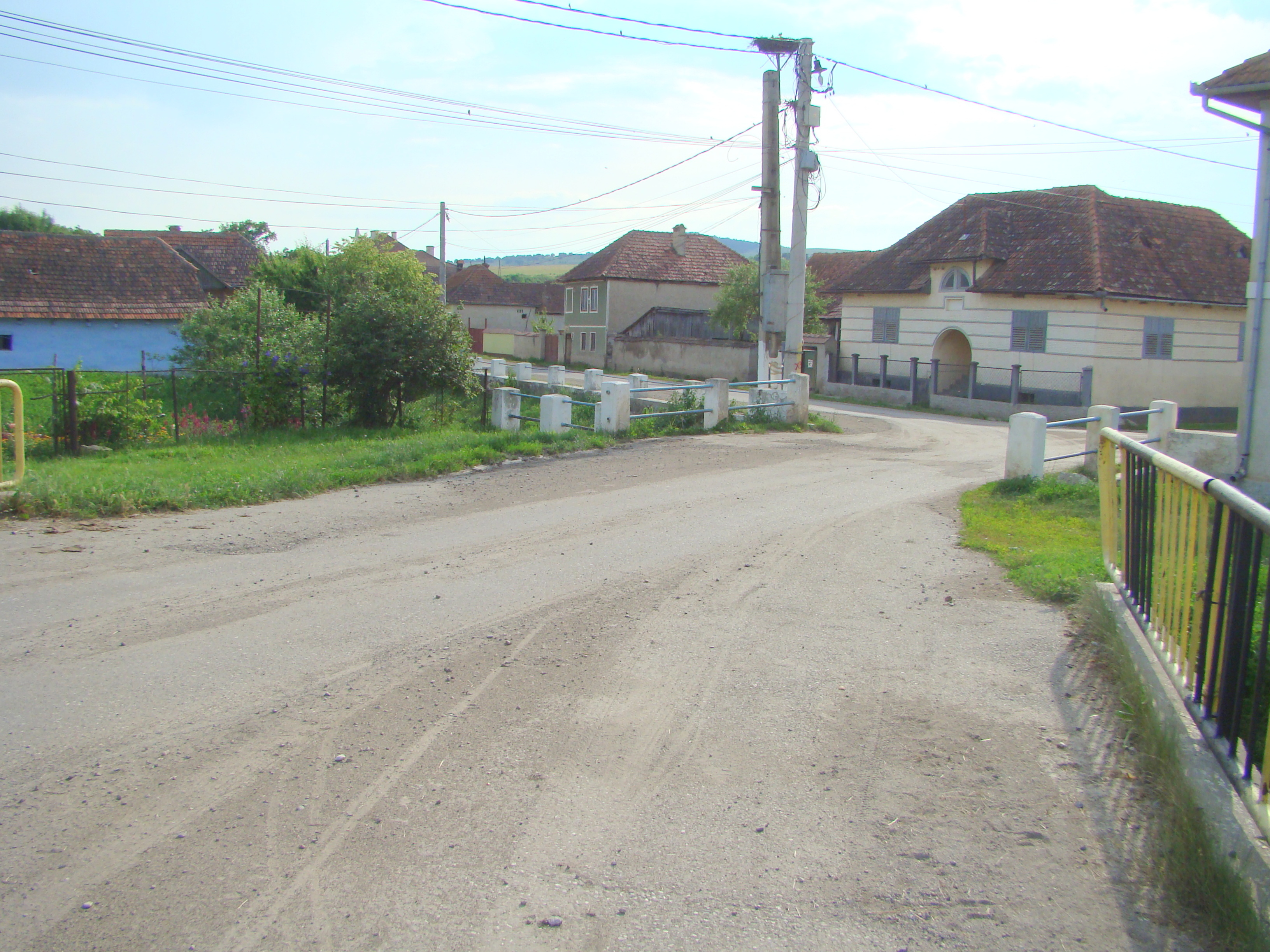
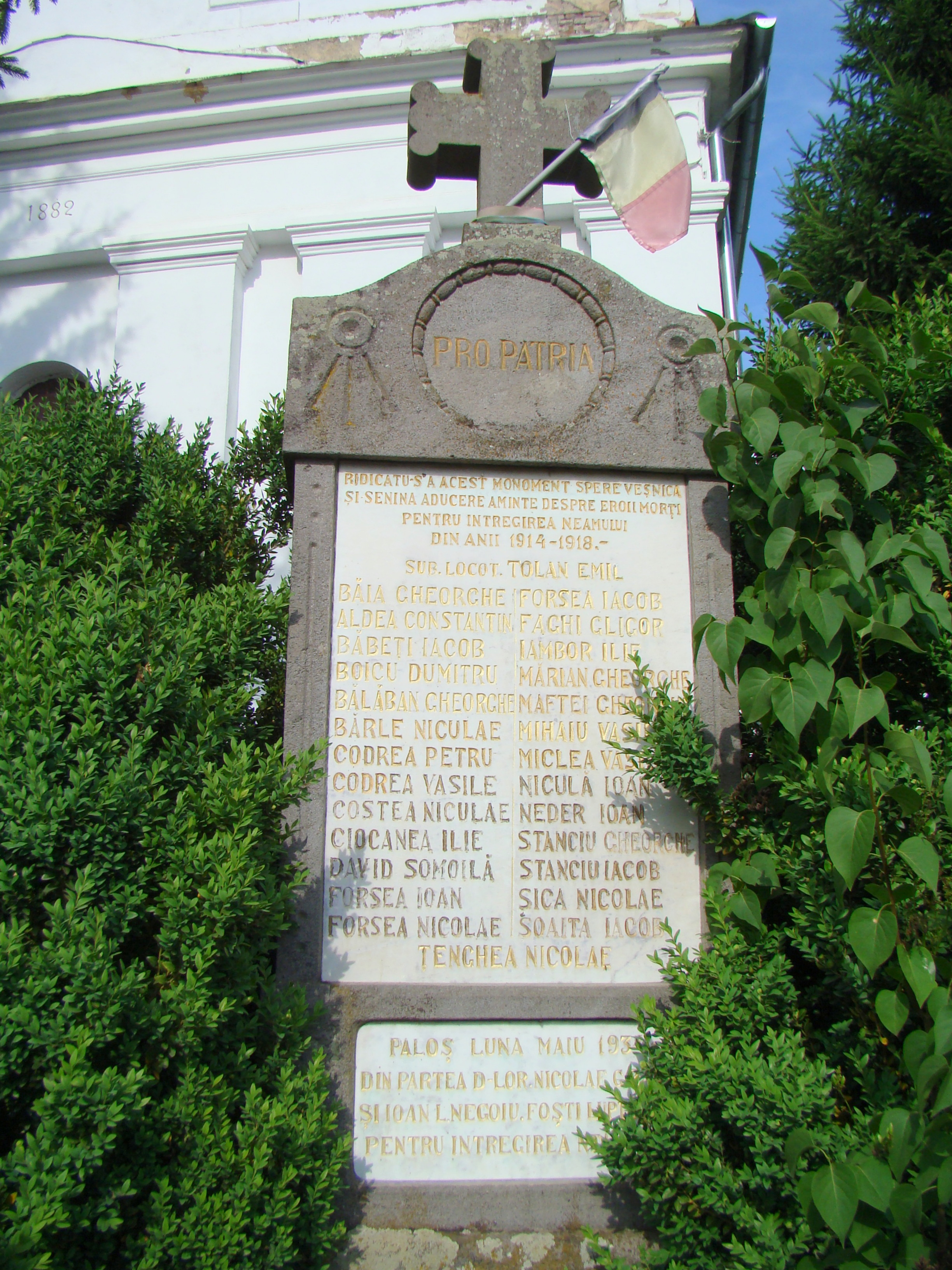
Monumentul eroilor
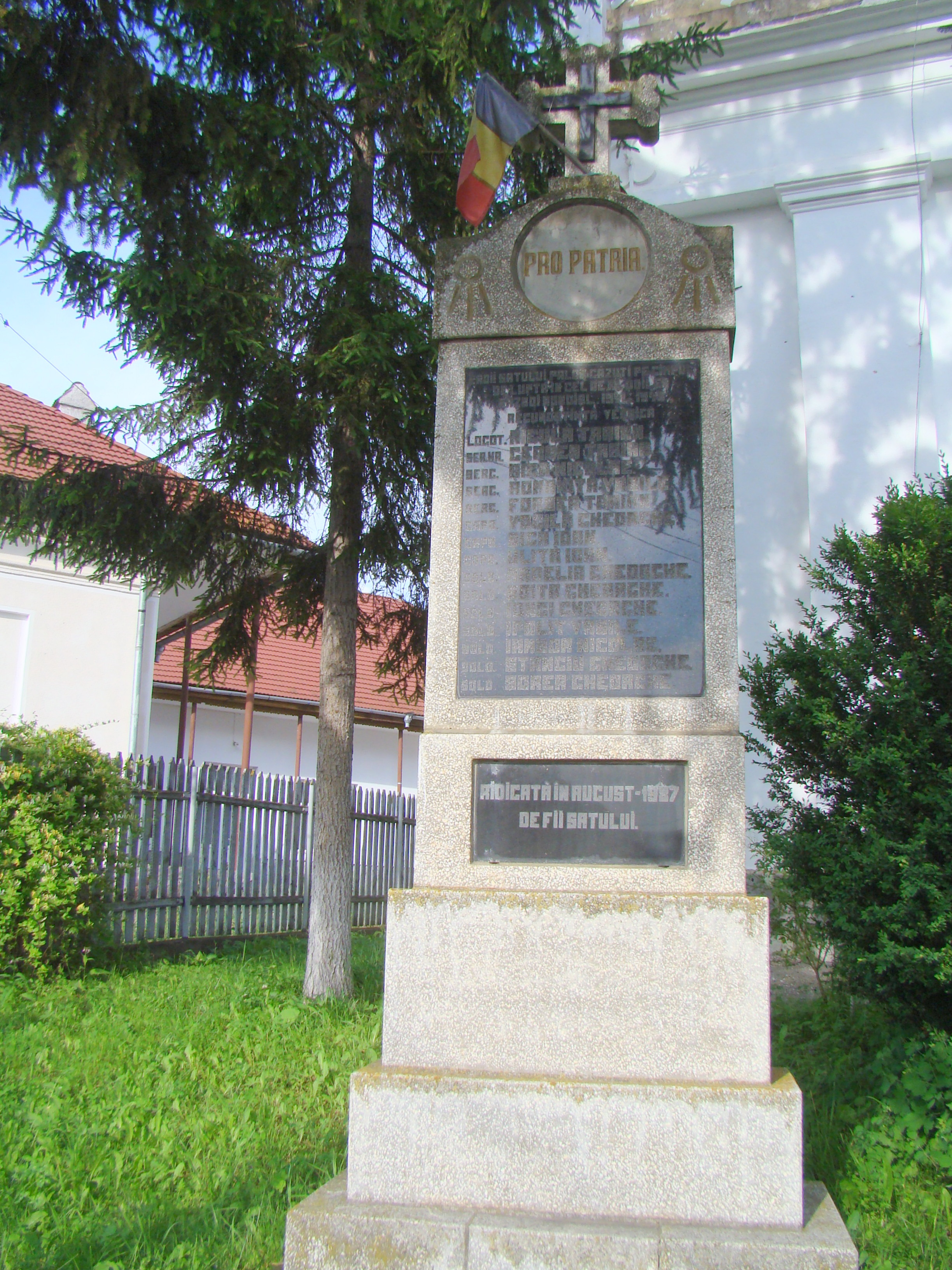
Monumentul eroilor
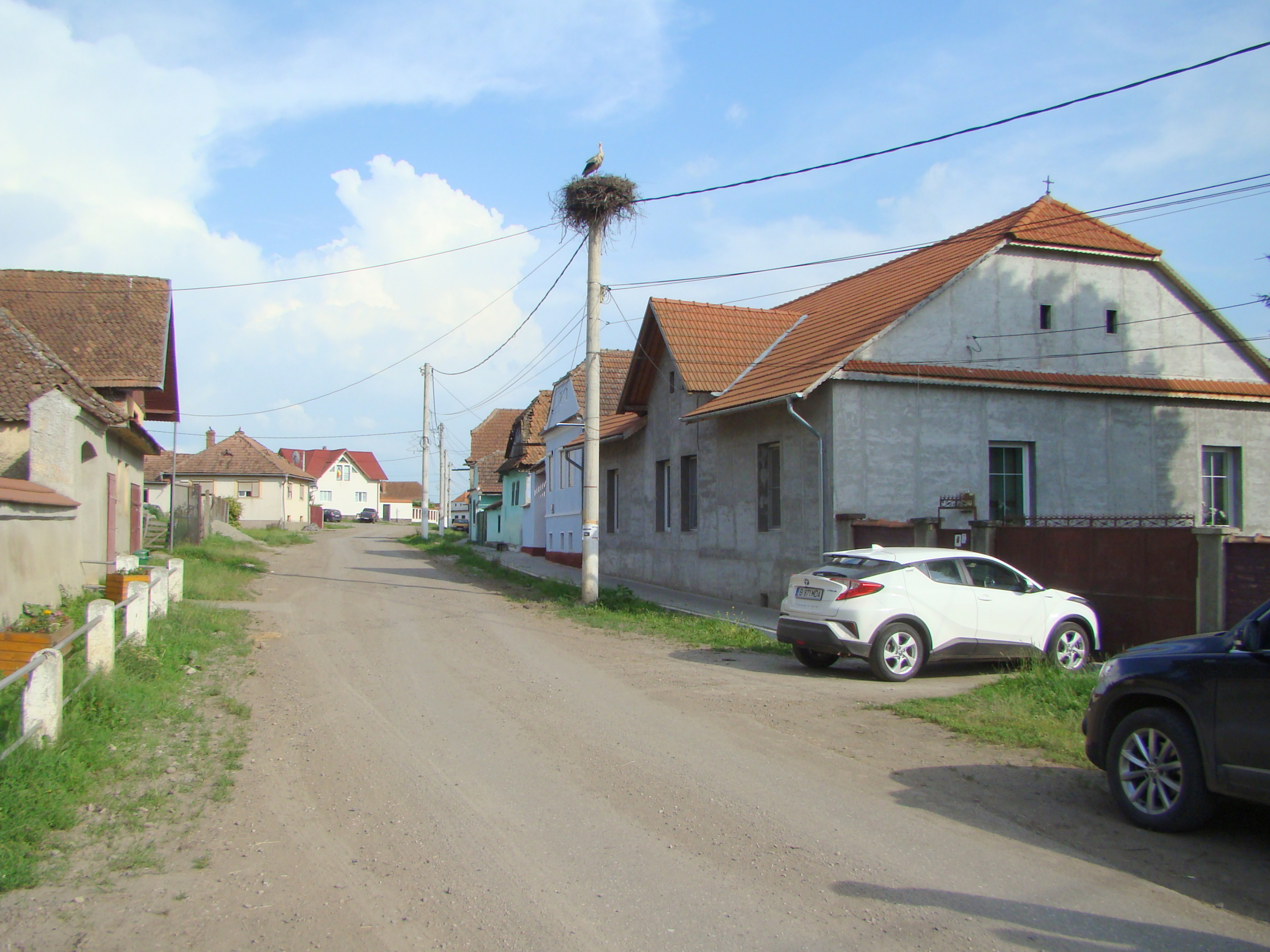